# New Tomorrow
A New Tomorrow (magyarul: Új holnap) egy dal, mely Dániát képviselte a 2011-es Eurovíziós Dalfesztiválen. A dalt a dán A Friend in London együttes adta elő angol nyelven.
A dal a 2011. február 26-án rendezett dán nemzeti döntőben nyerte el az indulás jogát. A döntő két részből állt: az első körben egy zsűri pontjai, és a nézők telefonos szavazatai alapján a tízfős mezőnyből négy dal jutott tovább. Ezután a továbbjutott négy dal párokban küzdött meg egymással, de itt már csak a nézők szavaztak. A két győztes közül választották ki a versenydalt a végső szavazáson.
Az Eurovíziós Dalfesztiválon a dalt először a május 12-én rendezett második elődöntőben adták elő, a fellépési sorrendben tizennyolcadikként, a lett Musiqq együttes Angel in Disguise című dala után, és az ír Jedward együttes Lipstick című dala előtt. Az elődöntőben 135 ponttal a második helyen végzett, így továbbjutott a május 14-i döntőbe.
A május 14-i döntőben a fellépési sorrendben harmadikként adták elő, a bosnyák Dino Merlin Love in Rewind című dala után és a litvánok Evelina Sašenko C’est ma vie című dala előtt. A szavazás során 134 pontot szerzett, három országtól (Hollandia, Írország, Izland) begyűjtve a maximális 12 pontot. Ez az ötödik helyet jelentette a huszonöt fős mezőnyben. Dánia sorozatban másodszor tudott az első ötben végezni.

## Slágerlistás helyezések
| Slágerlisták (2011) | Lh.* |
| ------------------- | ---- |
| Belgium (Flandria)  | 48   |
| Dánia               | 2    |
| Egyesült Királyság  | 78   |
| Hollandia           | 58   |
| Írország            | 9    |
| Svájc               | 39   |

*Lh. = Legjobb helyezés.